# Jesse Arnelle
Hugh Jesse Arnelle (New Rochelle, 30 dicembre 1933 – San Francisco, 21 ottobre 2020) è stato un cestista statunitense, professionista nella NBA.

## Carriera
Venne selezionato dai Fort Wayne Pistons al secondo giro del Draft NBA 1955 (13ª scelta assoluta).